# 1144 Oda
1144 Oda este o planetă minoră (asteroid), cu un diametru de 56,337 km, din centura de asteroizi. A fost descoperită pe 28 ianuarie 1930 la Observatorul Königstuhl de Karl Wilhelm Reinmuth. 
Obiectul prezintă o orbită caracterizată de o semiaxă mare de 3,7502351 UAi, o excentricitate de 0,09571, o înclinație de 9,74009 ° în raport cu ecliptica.